# 氰化汞
氰化汞（Hg(CN)2），是一种氢氰酸盐。易溶于水、氨水、甲醇、乙醇，不溶于苯。

化學家盖-吕萨克1815年以氰化汞製得無水氫氰酸（氰化氫 HCN）而證明其僅由氫、碳、氮等三元素組成而不含氧後，更加確立了「氫酸」的觀念。不過他不敢推翻拉瓦節「所有酸都含氧」的說法，說酸中必含氧是錯的，只是將氫酸的名稱帶入如氫氯酸、氫碘酸、氫氟酸、氫硫酸等酸類中（當時尚未發現溴與氫溴酸），以別於「另一類」的「含氧酸」。

## 制备
氰化汞可由普鲁士蓝和氧化汞水浴加热得到。

## 性质
氰化汞是无色、无臭的四方晶体，见光变暗。不可燃，320℃分解，受高热或与酸接触会产生剧毒的氰化物气体。与硝酸盐、亚硝酸盐、氯酸盐反应剧烈, 有发生爆炸的危险。遇酸或露置空气中能吸收水分和二氧化碳分解出剧毒的氰化氢气体。剧毒。可溶于水，微溶于醇和醚。缓慢溶于丙三醇。

## 外部連結
- （英文）National Pollutant Inventory: Cyanide compounds fact sheet
- （英文）National Pollutant Inventory: Mercury and compounds fact sheet